# Neon Genesis Evangelion: The Iron Maiden 2nd
Neon Genesis Evangelion: The Iron Maiden 2nd (新世紀エヴァンゲリオン 鋼鉄のガールフレンド2nd, Shin Seiki Evangelion Kōtetsu no Gārufurendo 2nd) est un manga de Fumino Hayashi pré-publié au Japon de 2003 à 2005 dans le magazine Monthly Asuka. Il a été publié en France par l'éditeur Glénat.
Il s'agît d'une adaptation de type shojo du jeu vidéo Neon Genesis Evangelion: Girlfriend of Steel 2nd, lui-même adapté de la série d'animation Neon Genesis Evangelion. Contrairement à l’œuvre originale (une histoire très sombre de science-fiction post-apocalyptique et de mecha), The Iron Maiden 2nd est une comédie romantique légère basée sur une courte séquence du dernier épisode de la série.

## Liste des volumes
| no | Japonais         | Japonais      | Français          | Français          |
| no | Date de sortie   | ISBN          | Date de sortie    | ISBN              |
| -- | ---------------- | ------------- | ----------------- | ----------------- |
| 1  | 17 février 2004  | 4-04-924963-4 | 30 janvier 2008   | 978-2-7234-6038-5 |
| 2  | 17 juin 2004     | 4-04-924974-X | 5 mars 2008       | 978-2-7234-6039-2 |
| 3  | 16 octobre 2004  | 4-04-924984-7 | 7 mai 2008        | 978-2-7234-6040-8 |
| 4  | 17 février 2005  | 4-04-924996-0 | 9 juillet 2008    | 978-2-7234-6041-5 |
| 5  | 16 juillet 2005  | 4-04-925004-7 | 10 septembre 2008 | 978-2-7234-6070-5 |
| 6  | 17 décembre 2005 | 4-04-925018-7 | 22 octobre 2008   | 978-2-7234-6072-9 |